# Alfred Karrasch (SS-Mitglied)
Alfred Walter Karrasch (* 26. Januar 1889 in Oppeln; † 30. August 1968 in Tutzing) war ein deutscher Polizeioffizier, zuletzt SS-Brigadeführer und Generalmajor der Schutzpolizei und auch Generalmajor der Waffen-SS.

## Biografie
Karrasch war der Sohn eines Brauereibesitzers. Er wurde 1909 Fahnenjunker in Westpreußen. Er besuchte von 1912 bis 1914 die Militärakademie Berlin und war 1914 Adjutant. Er diente im Ersten Weltkrieg. 1915 wurde er Oberleutnant und Kompanieführer, 1918 Hauptmann. Er erhielt im Krieg das Eiserne Kreuz II. und I. Klasse. 1918 war er Generalstabsanwärter. 1919 wurde er Polizeihauptmann bei der  Sicherheitspolizei und danach bei der Abstimmungspolizei in Kattowitz und Gleiwitz. 1922, nach der Teilung Oberschlesiens, war er Hauptmann der Schutzpolizei in Oppeln und 1926 Polizeimajor.
1933 wurde Karrasch Kommandeur der Schutzpolizei in  Halle. Er trat zum 1. Mai 1933 der NSDAP bei (Mitgliedsnummer 2.131.246), schloss sich 1940 der Allgemeinen SS an (SS-Nummer 405.892) und war seit 1942 in der Waffen-SS. 1937 erfolgte seine Beförderung zum Oberstleutnant der Schutzpolizei als nunmehr Inspekteur der Ordnungspolizei (OrPo) der Mark Brandenburg in Berlin.
1939 erfolgte nach Beginn des Zweiten Weltkrieges seine Versetzung zur Polizeiverwaltung Köln. Er wurde Kommandeur eines SS-Polizei-Pionier-Bataillons in der SS-Polizei-Division. 1940 wurde er Kommandeur des Polizei-Regiments Mähren in Brünn. Seit März 1941 war er Kommandeur des Polizei-Regiments Nordnorwegen in Trondheim und er wurde zum Oberst der Schutzpolizei und SS-Standartenführer befördert. Ab Oktober 1941 war er im SS-Führungshauptamt als erster Inspekteur des Pionierwesens tätig. Im Juni 1942 wurde er kurzfristig als SS-Oberführer kommissarischer Kommandeur des SS-Truppenübungsplatzes Böhmen in Beneschau, von Juli bis September 1942 kommissarischer Befehlshaber der Waffen-SS Böhmen und Mähren (mdWdGb) und dann als Nachfolger von SS-Oberführer Bernhard Voß von November 1942 bis Mai 1945 Kommandeur des SS-Truppenübungsplatzen Böhmen.
Im Juli 1944 wurde er zum Generalmajor der Schutzpolizei und gleichzeitig zum SS-Brigadeführer und Generalmajor der Waffen-SS befördert. Am 9. Mai 1945 unterzeichnete er in Beneschau die Kapitulation für seinen Befehlsbereich gegenüber der US-Army. 
Karrasch war zwei Mal verheiratet. Über sein Leben nach dem Kriegsende ist bisher nichts bekannt.